# عزل بالصوف
العزل بالصوف هي طريقة عزل تستخدم ألياف صوف الأغنام والتي يتم تثبيتها ميكانيكياً معًا أو ربطها باستخدام لاصق بوليستر معاد تدويره بنسبة 5 ٪ و 20 ٪ لتشكيل اللفائف العازلة. طريقة العزل بالصوف الطبيعي فعالة للعزل الحراري والصوتي. غالبًا ما يتم استخدام الصوف الأسود الأقل تكلفة في المملكة المتحدة وأوروبا لغرض العزل.
يجب التمييز بين عزل الصوف الطبيعي عن عزل الصوف المعدني، الذي فقط يشبه ألياف الصوف الطبيعي. وهو في الواقع مصنوعة من الصخور وخبث الفرن اللافح والمواد الخام الأخرى التي يتم إذابتها ونسجها على صورة ألياف.
صوف الأغنام هو مادة طبيعية ومستدامة وقابلة لإعادة التدوير، وهو قابل للتحلل البيولوجي، وذات طاقة مجسدة منخفضة. لا تعرض صحة الناس أو البيئة للخطر، ولا يتطلب حماية من أخطار الاستخدام، على عكس عزل الألياف الزجاجية. الصوف مادة عازلة عالية الفعالية تؤدي أداءً أفضل من ناحية قيمة المقاومة الحرارية لأنه يمتص الرطوبة. استخدم البدو المنغوليون وسادات من صوف الأغنام ملبدة ومنسوجة كطبقة عازلة على جدران وأرضيات مساكنهم. بدأ شعبية استخدام الصوف للعزل في الارتفاع . فهو منتشر بالفعل في أستراليا، التي تنتج 55٪ من الصوف الخام والمُعالج في العالم، وكذلك في أوروبا وكندا.

## الاستخدام في المباني
عادة ما يأتي العزل الصوفي في لفات بعرض وسمك متنوع اعتمادًا على الشركة المُصنعة. بشكل عام، يبلغ سمك اللفائف الصوفية 50 مم (2 بوصة) إلى 100 مم (4 بوصات). توفر معظم الشركات المصنعة كذلك مقاسات مخصصة كما يسهل تقطيع اللفائف في الموقع.
يكلف عزل الصوف أكثر بكثير من عزل الألياف الزجاجية التقليدية، ولكنه لا يتطلب استخدام القفازات الواقية، وقد يكون له مخاطر صحية أقل بكثير على كل من شاغلي المبنى وطاقم التركيب. يمكن استخدامه في السقف والجدران والأرضيات من أي نوع مبنى طالما هناك مساحات لوضع العزل. يمكن تثبيت العزل في مكانه باستخدام الدبابيس أو بطرق أخرى.

## اعتبارات بيئية والسلامة
- هناك بعض العوامل البيئية الأولية التي يجب أخذها في الاعتبار عند البحث عن مصدر الصوف، مثل طريقة معالجة القطيع بالمبيدات الحشرية، والمواد الكيميائية المُستخدمة في معالجة الصوف بعد القص، والمسافة من المصدر إلى الوجه الأخيرة. غالبًا ما يتم علاج الأغنام بالمبيدات الحشرية ومبيدات الفطريات في عملية تسمى الغمس. وهذا يترك بقايا على الصوف عند غسله ويمكن أن يؤدي هذا إلى تلوث المياه الجوفية إذا تم استخدامه بشكل غير صحيح.[4]
- غالبًا ما يتم معالجة صوف الأغنام المُستخدم في العزل بالـ بورق لتعزيز صفاته المقاومة للحريق وطرد الآفات. يتم استخدام بورق وإستخدمه من أنظف الطرق المتاحة[5] ولكن زادت الشكوك أخيرا حول البورق كمركب ذو سمية تناسلية بعد أن كانت منتجا أمنا لسنوات طويلة. تشير دراسات أن إبتلاع الحيوانات للبورق بجرعات عالية، يسبب تأثيرات تناسلية وعلى مستو النمو.
- ومن غير معروف هل استنشاق الغبار الناتج عن عزل الصوف يمكن أن يؤدي إلى أضرار للإنسان، على الرغم من أن هذا غير محتمل على الأرجح لأي شخص باستثناء أخصائي التركيب.